# سي دوغلاس ديلون
كلارنس دوغلاس ديلون (21 أغسطس 1909 - 10 يناير 2003)، دبلوماسي وسياسي أمريكي، شغل منصب سفير الولايات المتحدة لدى فرنسا (1953-1957) ووزير الخزانة السابع والخمسين (1961-1965)، وكان أيضًا عضوًا في اللجنة التنفيذية لمجلس الأمن القومي  أثناء أزمة الصواريخ الكوبية. كانت سياساته الاقتصادية المحافظة عندما كان وزيراً للخزانة تهدف إلى حماية الدولار الأمريكي.
1. ↑  William Weisberger (29 Nov 2017). "Dillon, C. Douglas (21 August 1909–10 January 2003)". American National Biography Online (بالإنجليزية). DOI:10.1093/ANB/9780198606697.ARTICLE.0700862. ISSN:1470-6229. QID:Q103854809.
2. ↑   https://crsreports.congress.gov/product/pdf/R/R47639. {{استشهاد ويب}}: |url= بحاجة لعنوان (مساعدة) والوسيط |title= غير موجود أو فارغ (من ويكي بيانات) (مساعدة)